# شوآنابادا
شوآنابادا (به لاتین: Shavnabada) یک کوه در گرجستان است که در گرجستان واقع شده‌است. شوآنابادا ۷۷۰ متر بالاتر از سطح دریا واقع شده‌است.